# SIG Sauer P250
A SIG Sauer P250 é uma pistola semiautomática fabricada pela Sigarms (agora conhecida como Sig Sauer Inc. de Exeter, New Hampshire). Introduzida em 2007, a SIG P250 foi fabricada nos calibres: .22 Long Rifle, .380 ACP, 9×19mm Parabellum, .357 SIG, .40 S&W e .45 ACP. A P250 com câmara de 9×19 mm Parabellum foi introduzido no mercado norte-americano em 7 de novembro de 2007, seguido pelo modelo compacto .45 ACP em fevereiro de 2008 no SHOT Show. O último dos modelos foi introduzido no final de 2009.
No início de 2014, a SIG P320 foi introduzida. Esta versão avançada da P250 continua com o formato modular e compartilha vários dos mesmos componentes que seu irmão acionado por cão, incluindo carregadores e empunhaduras.
Em 25 de janeiro de 2017, o único calibre disponível para a P250 no site da SIG Sauer e em seu catálogo on-line é a P250-22 Nitron Compact .22 Long Rifle. Os kits de troca podem converter a P250 de .22 Long Rifle em 9mm, .357 SIG, .40 S&W e .45 ACP.

## Detalhes do projeto
A P250 não possui segurança externa manual. Em vez disso, um bloco percussor ajuda a impedir que a arma seja disparada acidentalmente.
O gatilho usa um sistema de DAO (double-action only), com cão sem serrilhas e embutido. O sistema de gatilho tem um peso de tração de cerca de 45 N (4,6 kgf, 5,5 lbf)
As pistolas estão disponíveis com um acabamento de superfície de lâmina Nitron de cor escura, acabamento de dois tons, onde a lâmina de aço inoxidável tem uma superfície natural com acabamento lavrado em formato de diamante.

## Galeria

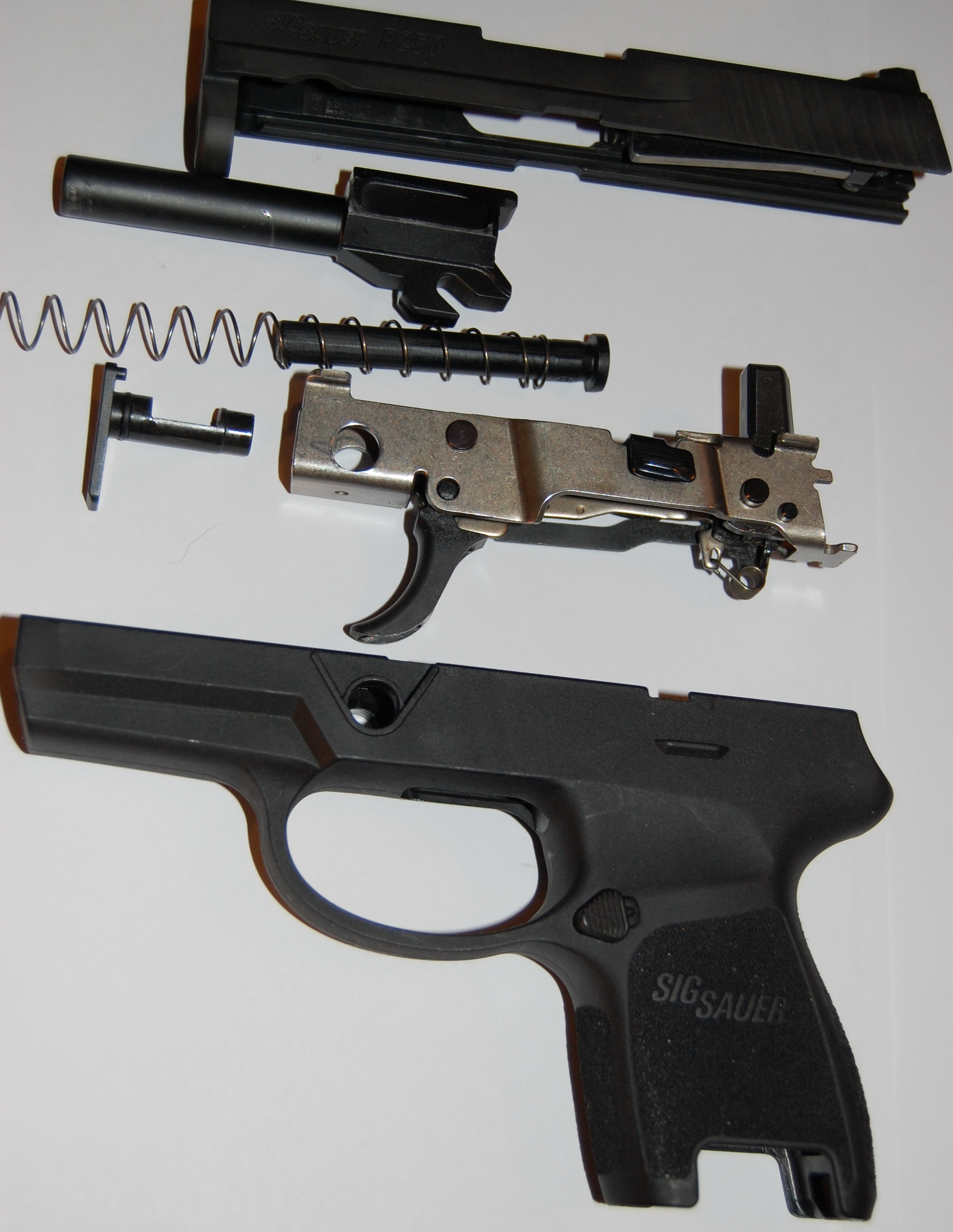
SIG Sauer P250 Sub-Compact
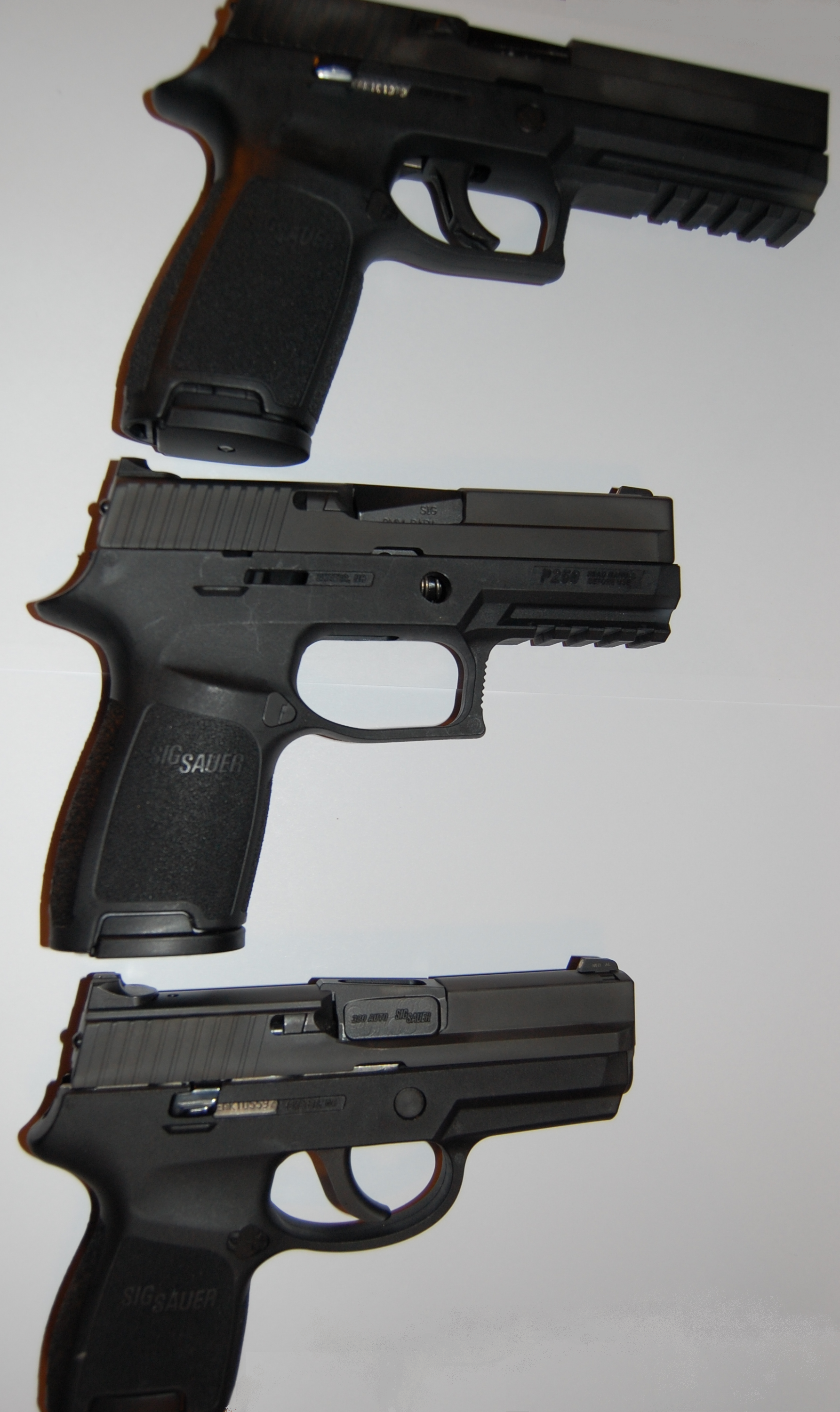
P250 Full Size P250 Compact P250 Sub Compact.
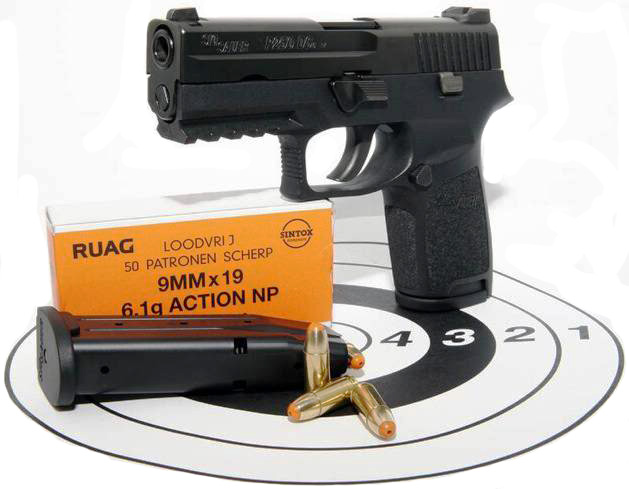
SIG Sauer PPNL

## Mudanças na evolução do produto
A empunhadura no modelo P250 Compact foi alterado em 2009. Essa alteração faz com que as empunhaduras de estilo original e novo usem carregadores diferentes. Os carregadores antigos não são compatíveis com as novas empunhaduras; o trilho de acessórios também foi alterado de trilho curvo para trilho Picatinny.
Os coldres de fábrica das empunhaduras originais também não se encaixam nas empunhaduras mais novas, com trilhos Picatinny, embora a natureza modular da arma de fogo permita que as empunhaduras originais sejam facilmente trocadas com a nova versão a baixo custo.
Em 2012, a SIG Sauer introduziu uma versão de largura média no modelo subcompacto com o trilho Picatinny. As versões de menor largura do modelo subcompacto não possuem isso. Também foram introduzidos kits de troca para os calibres .380ACP e .45ACP no modelo subcompacto.

## Descontinuação
No catálogo Sig Sauer de 2017, o P250 foi encontrado na categoria rimfire, mostrando o calibre .22 LR como disponível, mas mencionando que kits de troca de calibre poderiam ser aplicados para converter a pistola para os calibres: 9x19mm, .40 S&W, ou .45 ACP. Em janeiro de 2018, o P250 não era mais encontrado no site da Sig Sauer.

## Usuários
- Hong Kong: Polícia de Hong Kong (especificamente os departamentos: notably Organised Crime and Triad Bureau, Criminal Intelligence Bureau, Commercial Crime Bureau, Narcotics Bureau of the Crime Wing) [9][10]
- Reino Unido: Cleveland Police[11][12]

### Pedidos cancelados
- Estados Unidos: O Federal Air Marshal Service assinou um contrato multimilionário para a aquisição do SIG Sauer P250 Compact com câmara para o cartucho .357 SIG em 2009.[13] O pedido foi cancelado e o FAMS continua usando o P229 atual.
- Países Baixos: Para o Serviço policial holandês, o governo holandês pretendia encomendar cerca de 45.000 pistolas PPNL (uma variante P250 DCc[14])) em 2011 para substituir o Walther P5 usado pela polícia e o Glock 17 em uso como medida preventiva pela Arrestatieteam (a equipe da SWAT da polícia holandesa).[15][16][17][18][19][20][21][22][23] Em março de 2011, o governo holandês informou o parlamento holandês de que a Heckler & Koch e Walther haviam pedido uma liminar contra a ordem pretendida para as pistolas PPNL. O jornal Volkskrant escreveu: "a escolha da SIG-Sauer no início deste ano provocou surpresa com representantes da indústria de armas e dos sindicatos policiais. Durante os testes policiais, houve uma forte preferência por uma pistola feita por Heckler & Koch".[24][25][26] De acordo com o veredicto do tribunal em 28 de março de 2011, não houve manipulações envolvidas durante o processo de licitação pública e a ordem foi finalizada.[27][28] Em 8 de novembro de 2011, o Ministro da Segurança e Justiça da Holanda declarou formalmente a SIG Sauer inadimplente e imediatamente dissolveu a ordem após o quarto teste negativo de amostra de produção de pistolas PPNL disparando munição da polícia holandesa RUAG Action 4 NP munição por um instituto de testes alemão independente (Beschussamt Ulm). O ministro Ivo Opstelten descobriu que a SIG Sauer não podia oferecer a qualidade necessária em um ambiente de produção em massa e fez alguns comentários severos sobre a SIG Sauer: "Com base nos resultados desses testes, não acho mais responsável por continuar com esta pistola. não há mais confiança suficiente na qualidade da pistola, nem na capacidade do fabricante de melhorar ou protegê-la. Tudo isso traz um risco para a segurança dos policiais nas ruas ". O ministro delegou uma revisão (legal) para examinar a possibilidade de chegar a um acordo com um dos outros fornecedores que tiveram sua pistola operacionalmente testada no procedimento de aquisição.[29][30][31]